# Tango del Sur
Tango del Sur è un brano composto nel 1992 dal musicista Argentino Victorio Pezzolla come tema principale della colonna sonora del film di Marco Ferreri, Diario di un vizio del 1993, con Jerry Calà e Sabrina Ferilli.
Alla registrazione del brano, avvenuta negli studi della EMI di Milano, hanno partecipato Umberto Decimo al pianoforte, Alessandro Simonetto alla fisarmonica e Victorio Pezzolla alla chitarra, basso e armonica. Il brano è incluso nell'album Diario di un vizio, appartenente alla colonna sonora del film omonimo, pubblicato su CD dalla EMI nel 1993.